# Bernhard Wucherer
Bernhard Wucherer (* 19. September 1954; † 31. Dezember 2022) war ein deutscher Schriftsteller, der vor allem historische Romane und Krimis schrieb.

## Leben
Wucherer wuchs in Oberstaufen auf. Er war gelernter Schriftsetzer und Grafikdesigner. Er war in seiner Heimat u. a. als Lithograf, Drucker und später als selbständiger Kommunikationsdesigner einer Werbe-, Marketing- und Eventagentur tätig. Zudem war er über viele Jahre hinweg auf Burgen und Schlössern in mehreren europäischen Ländern als Eventmanager, Museumskurator und Verwalter tätig, was ihn, neben seiner Tätigkeit als Gerichtsschöffe, inspirierte, historische Spannungsromane und Krimis zu schreiben. Auch zwei Reiseführer hat er verfasst.
Wucherer lebte 15 Jahre lang im belgischen Kelmis auf der Eyneburg sowie auf der Burg Satzvey im Rheinland und zog dann im Jahr 2020 in seine Allgäuer Heimat Oberstaufen zurück, wo er mit der urkomischen Mafiaposse „Klappe zu“ ein neues Schreibgenre fand, das er mit dem Allgäuer Verlag »Edition Allgäu« in Werdenstein realisierte. Wegen des darin teilweise verwendeten Allgäuer Dialektes bzw. der bayerischen Sprache (geprüft vom Verein Mundart Allgäu und vom Verein für bayerische Sprache und Kultur) wurde das Projekt durch den deutschen Staat gefördert.

## Veröffentlichungen (Auswahl)
- Die Pestspur, 2012, Gmeiner-Verlag, ISBN 978-3-8392-1264-6
- Der Peststurm, 2013, Gmeiner-Verlag, ISBN 978-3-8392-1350-6
- Die Säulen des Zorns, 2014, Gmeiner-Verlag, ISBN 978-3-8392-1579-1
- Am Abgrund zur Hölle, 2015, Grenz-Echo Verlag, ISBN 978-3-86712-105-7
- Frittenmafia, 2018, Gmeiner-Verlag, ISBN 978-3-8392-2313-0
- Das Teufelsweib, 2018, Gmeiner-Verlag, ISBN 978-3-8392-2198-3
- Glühweinmord im Hexenhof, 2019, Gmeiner Verlag, ISBN 978-3-8392-2541-7
- Die Herrin von Syld, 2020, Gmeiner Verlag, ISBN 978-3-8392-2554-7
- Der Geheimbund der 45, 2020, Gmeiner Verlag, ISBN 978-3-8392-2697-1
- Goldmadonna, 2021, Gmeiner Verlag, ISBN 978-3-8392-2828-9
- Klappe zu – Der Trauerredner, der sich um Kopf und Kragen redet …, 2021, Verlag Hephaistos, ISBN 978-3-95805-077-8
- Blutsverwandtschaft: Le Maires erster Fall im Allgäu, 2023, mhabitt.art Verlag, ISBN 979-8370415449 Paperback- und Kindle-Ausgabe